# Luoghi di sepoltura degli Estensi
I luoghi di sepoltura degli Estensi sono i siti conosciuti, documentati e utilizzati dalla famiglia Este e dai suoi rami nel corso della storia.

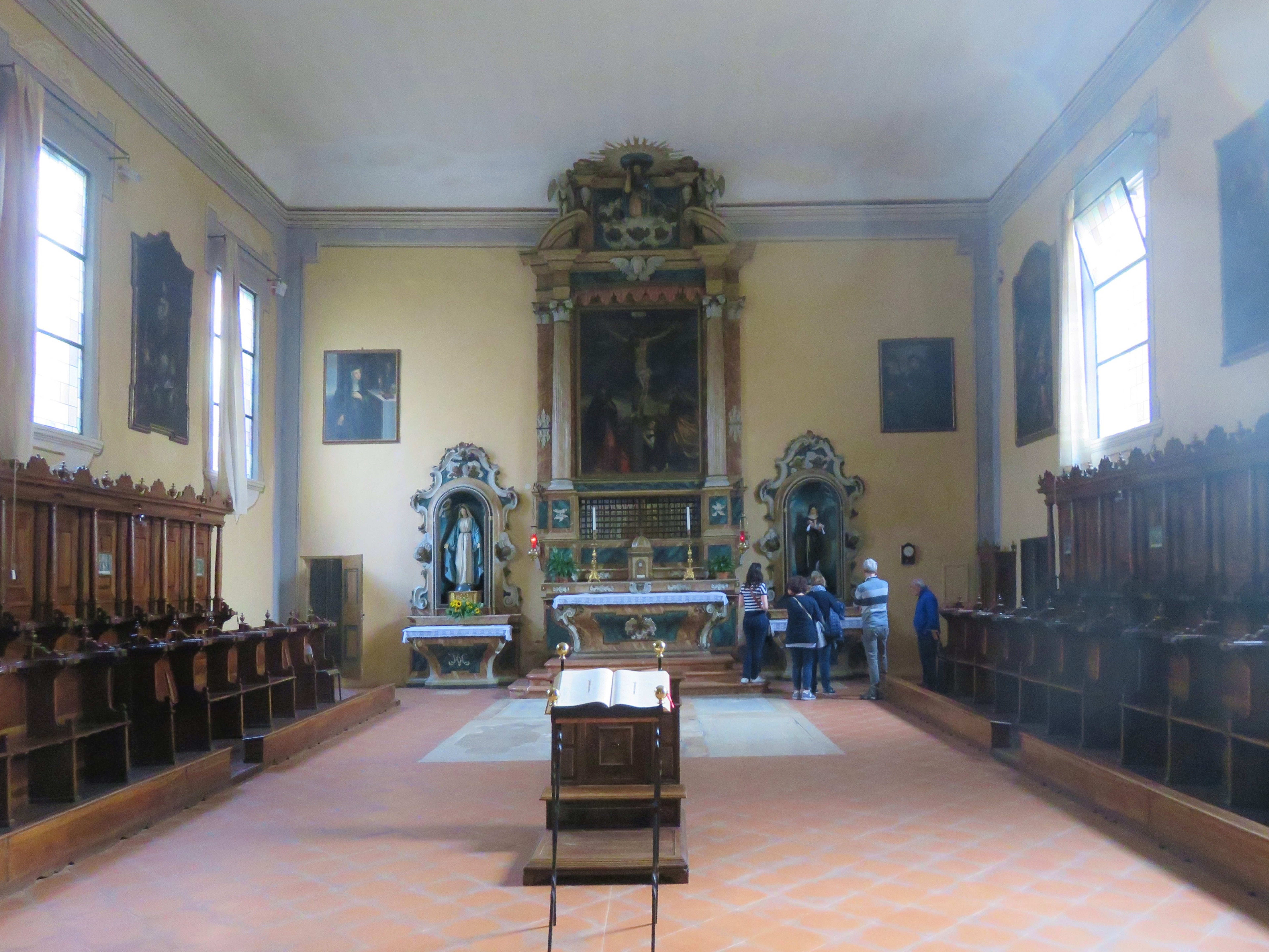
Sala del Coro nel monastero del Corpus Domini, a Ferrara, dove sono sepolti molti esponenti della casata degli Este

## Abbazia della Vangadizza

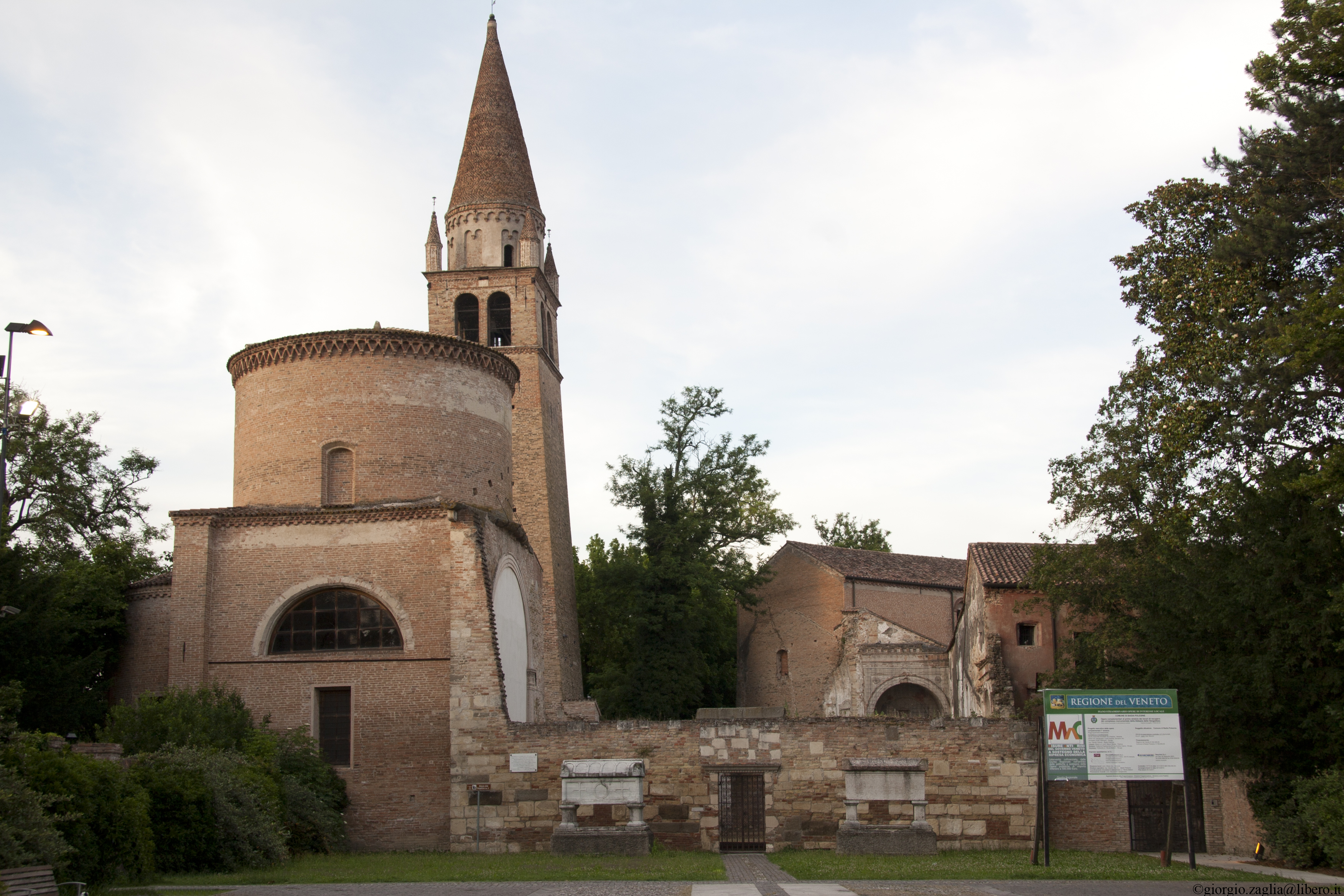
Abbazia della Vangadizza, i sepolcri di Alberto Azzo II d'Este e della moglie Cunegonda

L'abbazia della Vangadizza accoglie i resti di:
- Cunegonda di Altdorf (†1057), ultima discendente della dinastia dei vecchi Welfen e moglie di Alberto Azzo II d'Este[1]
- Alberto Azzo II degli Obertenghi (†1097), primo marchese di Este e capostipite dell'omonima dinastia.

## Monastero del Corpus Domini a Ferrara

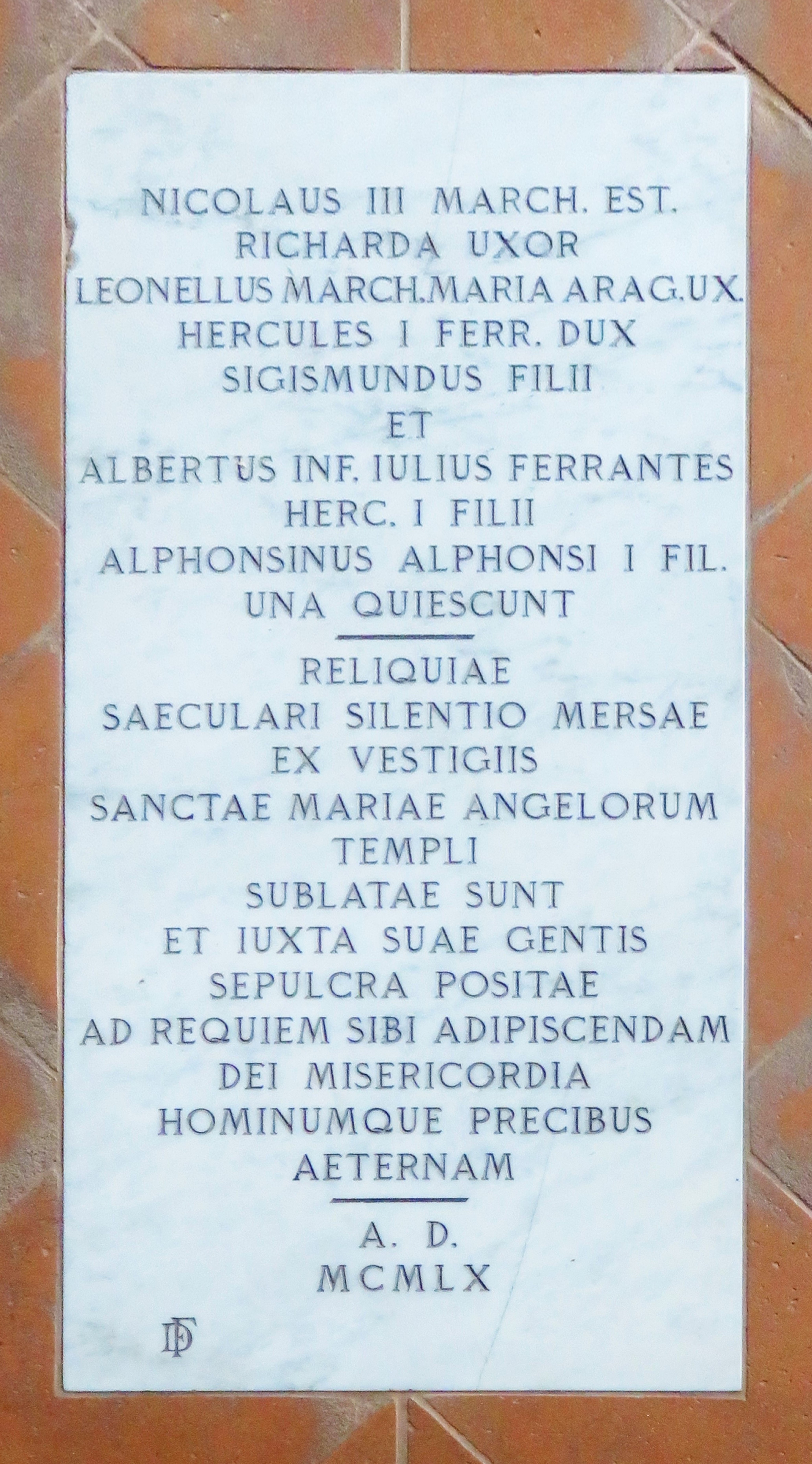
Lapide che ricopre i resti mortali di vari membri della casata degli Estensi trasferiti da Santa Maria degli Angeli, chiesa scomparsa, in Corpus Domini, a Ferrara

Nel Monastero del Corpus Domini si conservano le tombe di:
- Niccolò III d'Este (†1441), marchese di Ferrara[2]
- Maria d'Aragona (†1450), moglie di Leonello[2]
- Leonello d'Este (†1450), marchese di Ferrara[2]
- Ricciarda di Saluzzo (†1474), moglie di Niccolò III d'Este[2]
- Eleonora d'Aragona (†1493), moglie di Ercole I[3]
- Alberto d'Este (†[482), figlio di Ercole I[2]
- Ercole I d'Este (†1505), secondo duca di Ferrara[2]
- Sigismondo I d'Este (†1507), signore di San Martino in Rio[2]
- Lucrezia Borgia (†1519), moglie di Alfonso I[3]
- Alfonso I d'Este (†1534), terzo duca di Ferrara[3]
- Ferrante d'Este (†1540), figlio di Ercole I[2]
- Alfonsino d'Este (†1547), figlio naturale di Alfonso I[2]
- Ercole II d'Este (†1559), quarto duca di Ferrara[3]
- Giulio d'Este (†1561), figlio naturale di Ercole I[2]
- Lucrezia de' Medici (†1561), prima moglie di Alfonso II[4]
- Eleonora d'Este (†1575), figlia di Alfonso I[2]
- Alfonso II d'Este (†1597), quinto duca di Ferrara[3]
- Lucrezia d'Este (†1598), figlia di Ercole II[4]

## Chiesa di San Francesco di Ferrara

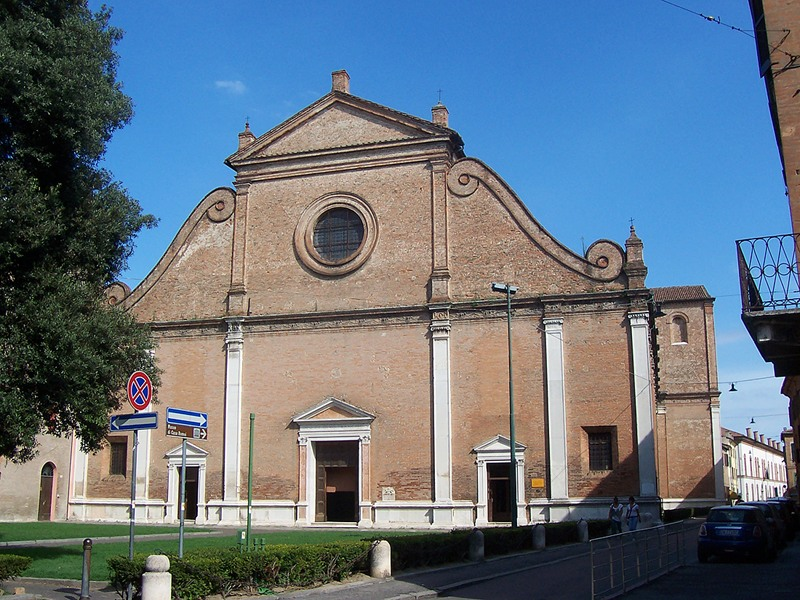
Ferrara, Chiesa di San Francesco

Nella chiesa di San Francesco trovarono sepoltura:
- Obizzo II d'Este (1247-1293), signore di Ferrara[6]
- Alisa d'Este (?-1329), figlia di Aldobrandino II d'Este[7]
- Beatrice d'Este (1268-1334), figlia di Obizzo II d'Este e moglie di Galeazzo I Visconti[8]
- Parisina Malatesta (1404-1425), seconda moglie di Niccolò III d'Este[9]
- Niccolò d'Este (1438-1476), figlio di Leonello d'Este

## Certosa di Ferrara

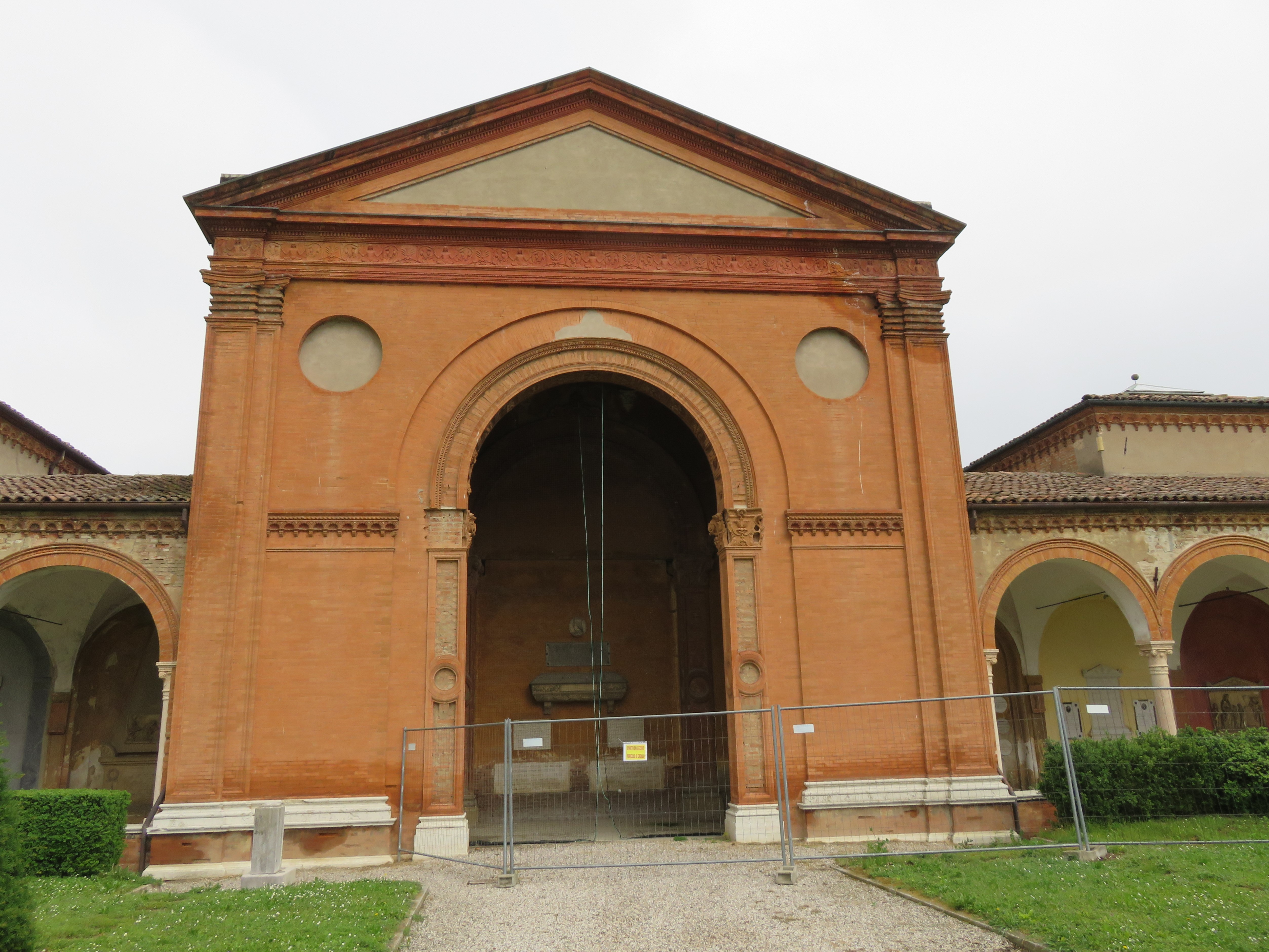
Certosa di Ferrara, primo Gran Claustro, famedio e tomba di Borso d'Este

Nel Cimitero monumentale della Certosa di Ferrara sono sepolti: 
- Borso d'Este (†1471), primo duca di Ferrara[2]
- Marfisa d'Este (†1608), figlia naturale di Francesco d'Este[2]

## Chiesa di San Vincenzo di Modena

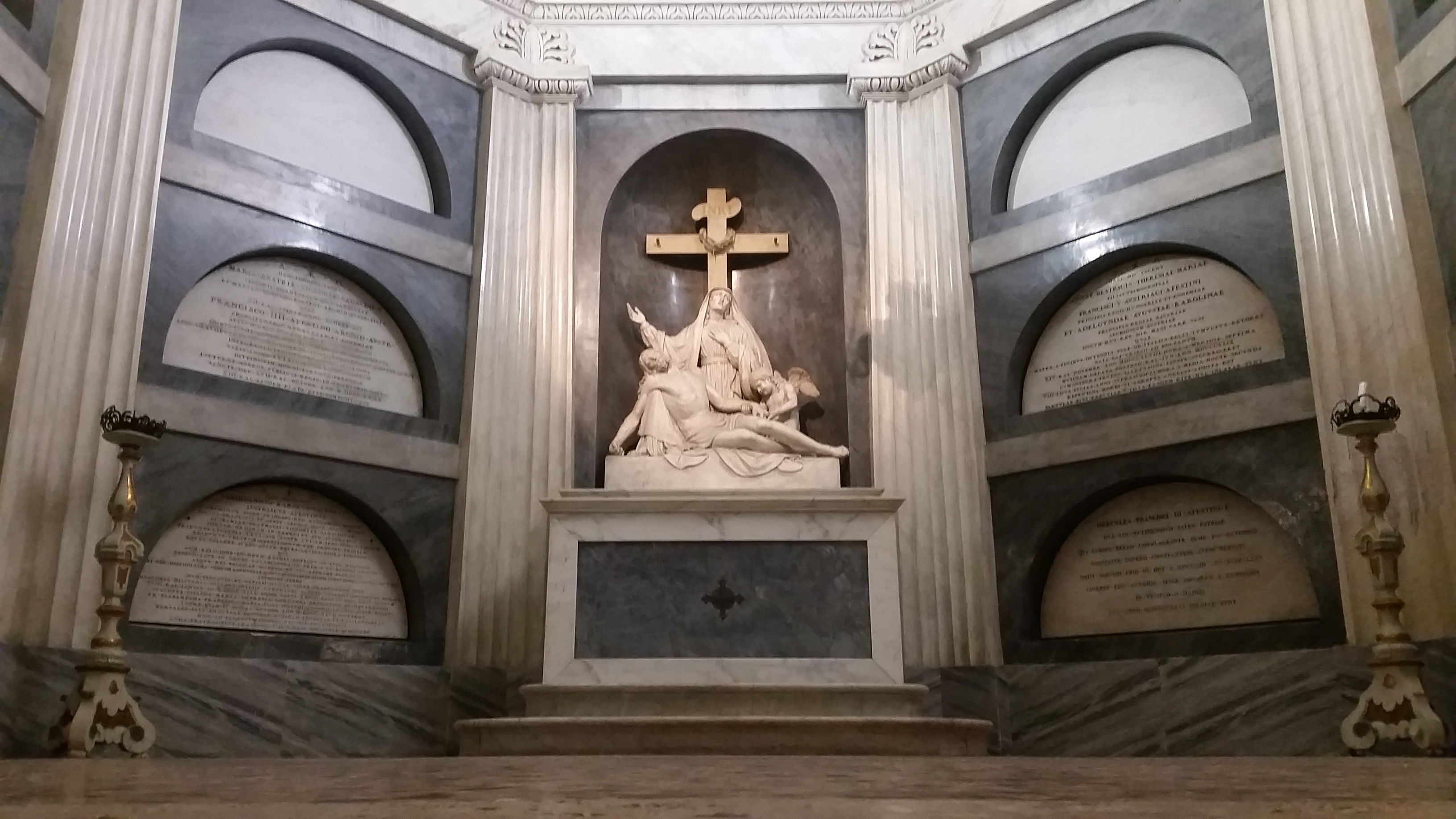
Cappella funebre dei principi d'Este e d'Austria-Este, Chiesa di San Vincenzo (Modena)

Nel 1836, il duca Francesco IV d'Este dedicò la chiesa di San Vincenzo (Modena) a luogo di sepoltura di quasi tutti i componenti della casa, già tumulati nelle diverse chiese della città.
- Francesco I d'Este (†1658), VIII duca di Modena e Reggio
- Almerico d'Este (†1660), figlio di Francesco I
- Alfonso IV d'Este (†1662), IX duca di Modena e Reggio
- Cardinale Rinaldo D'Este (†1672), figlio di Alfonso III d'Este
- Laura Martinozzi (†1687), moglie di Alfonso IV e reggente del ducato
- Francesco II d'Este (†1694), X duca di Modena e Reggio
- Carlotta Felicita di Brunswick-Lüneburg (†1710), moglie di Rinaldo d'Este
- Gianfederico d'Este (†1727), figlio di Rinaldo
- Benedetto Armando d'Este (†1751), figlio di Francesco III
- Rinaldo Francesco d'Este (†1753), figlio di Ercole III
- Benedetta d'Este (†1777), figlia di Rinaldo d'Este
- Amalia d'Este (†1778), figlia di Rinaldo d'Este
- Ercole III d'Este (†1803), XIII duca di Modena e Reggio
- Maria Beatrice di Savoia (†1840), moglie di Francesco IV d'Este
- Francesco IV d'Asburgo-Este (†1846), XIV duca di Modena e Reggio
- Anna Beatrice d'Austria-Este (†1849), figlia di Francesco V
- Ferdinando Carlo Vittorio d'Asburgo-Este (†1849), figlio di Francesco IV

Nel sepolcro vennero traslate nel 1902 le spoglie di alcuni Estensi tumulati precedentemente nella chiesa del convento delle monache agostiniane. Lo storico modenese Luigi Amorth avrebbe dimostrato trattarsi dei resti di:
- Virginia de' Medici (†1615), moglie del duca Cesare
- Maria Farnese (†1646), prima moglie di Francesco I
- Vittoria Farnese (†1649), seconda moglie di Francesco I e sorella della precedente
- Francesco d'Este (†1658), figlio di Alfonso IV

Inoltre, sempre secondo lo stesso Amorth, nello stesso loculo, collocato sulla porta d'ingresso, vi sarebbe una seconda urna, non menzionata dall'epigrafe, che contiene altri resti precedentemente posti sotto l'altare maggiore della chiesa, e confusi assieme nel 1840. Il sepolcro sotto l'altare maggiore era stato utilizzato, fra gli altri, per Isabella di Savoia (†1626, moglie di Alfonso III), il suo figlio Obizzo (†1644, vescovo di Modena) e per il duca Rinaldo (†1737).

## Chiesa di Sant'Agostino
Nella cappella estense della chiesa di Sant'Agostino, divenuta Pantheon Atestinum (tempio della gloria eterna degli Estensi) a Modena, trovano sepoltura alcuni membri della casata, tra i quali Beatrice II d'Este.

## Collegiata dei Santi Martino e Venerio
Nella cappella estense della collegiata dei Santi Martino e Venerio a San Martino in Rio trovano sepoltura alcuni membri del ramo degli Este di San Martino.

## Cripta Imperiale di Vienna
Nella Cripta Imperiale di Vienna vennero seppelliti i membri del ramo d'Austria-Este
- Ferdinando d'Asburgo-Este (†1806), marito di Maria Beatrice d'Este, il cui matrimonio diede vita alla linea degli Asburgo-Lorena-Este
- Maria Ludovica d'Asburgo-Este (†1816), figlia di Maria Beatrice d'Este
- Maria Beatrice d'Este (†1829), figlia di Ercole III, ultima duchessa di Massa e principessa di Carrara, nonché ultima della famiglia d'Este
- Ferdinando Carlo Giuseppe d'Asburgo-Este (†1850), figlio di Maria Beatrice d'Este
- Francesco V (†1875), quindicesimo duca di Modena e Reggio, ultimo discendente di sangue della dinastia
- Adelgonda di Baviera (†1914), moglie di Francesco V

## In altri edifici religiosi
- Ippolito d'Este (†1520), cardinale, sepolto nella Cattedrale di Ferrara[2]
- Barbara d'Austria (†1572), moglie di Alfonso II, sepolta nella chiesa del Gesù di Ferrara[2]
- Alfonso III d'Este (†1644), VI Duca di Modena e Reggio, sepolto nella chiesa del convento dei Cappuccini a Castelnuovo di Garfagnana, dove morì dopo esservisi ritirato come frate cappuccino col nome di Giovan Battista da Modena
- Rinaldo d'Este (†1737), forse sepolto nella chiesa della Natività di Scandiano[13]
- Francesco III d'Este (†1780), XII duca di Modena e Reggio, sepolto inizialmente nel convento dei frati Cappuccini di Casbeno, le spoglie vennero traslate al cimitero di Giubiano (Varese)